# Panward Hemanee
Panward Hemmanee (tiếng Thái: ปานวาด เหมมณี, phiên âm: Ban-vát Hê-ma-ni, sinh ngày 28 tháng 12 năm 1979), là một nữ ca sĩ, diễn viên và người mẫu người Thái Lan.

## Tiểu sử
Hemmanee sinh tại huyện Betong, tỉnh Yala, Thái Lan .Cô tốt nghiệp học viện nghệ thuật Rajabhat. Cô bắt đầu theo đuổi ước mơ của mình vào năm 2001. Pei khẳng định khả năng của bản thân với nghề diễn viên. Tuy xuất phát điểm là một diễn viên nhưng sau này cô cũng lấn sân sang thời trang và âm nhạc.
Trước đây, cô đã có một mối quan hệ với nam diễn viên, ca sĩ Anatpol Sirichoomsang (R The Star) nhưng hai người đã chia tay nhau vì xích mích và hiểu lầm.
Hemmanee dần dần nổi tiếng hơn với nghề diễn viên,bộ phim đàu tay của cô là Pleng Pa Fa Leng Dao với Chakrit Yamnam,phim được sản xuất năm 2004.Sau đó, cô xuất hiện trên các trang báo mạng nổi tiếng của Thái Lan như Kapook... và cô mỗi ngày một nổi tiếng hơn.
Với lợi thế vóc người nhỏ nhắn, gương mặt trẻ trung bất chấp tuổi tác cùng thân hình khá quyến rũ, Pei thường được đóng đinh cho những vai diễn có phần “phản diện” với tính tình đỏng đảnh, chảnh chọe và rất hay làm “hồ ly tinh” giật chồng người khác. Điển hình nhất là ba bộ phim truyền hình khá ăn khách của Thái Lan như Yêu dùm cô chủ, Trận Chiến của những thiên thần, Linh hồn bị đánh tráo.
Sau tám tháng hẹn hò với Nithi Boonyaratglin (Pop), anh được biết đến là con trai của đại tướng Sonthi Boonyaratglin từng là tổng Tư lệnh Quân đội Hoàng gia Thái Lan kiêm người đứng đầu của Hội đồng An ninh Quốc gia. Hiện tại cặp đôi đã có với nhau một cậu con trai kháu khỉnh và một cô công chúa xinh xắn. Sau khi kết hôn, cô chính thức dừng sự nghiệp đóng phim đến năm 2021 quay lại phim truyền hình Wan Wassana.

## Các bộ phim đã từng tham gia

### Phim truyền hình
| Năm  | Phim                                               | Vai                      | Đóng với                                                              | Đài   |
| ---- | -------------------------------------------------- | ------------------------ | --------------------------------------------------------------------- | ----- |
| 2002 | สุริยัน จันทรา                                         | มารตี                     |                                                                       | CH3   |
| 2003 | Muang Dala                                         | Sai                      | Attaporn Teemarkorn                                                   | CH7   |
| 2003 | So Sanaeha Móc xích tình duyên                     | Tuanta                   | Patcharapa Chaichua & Thana Suthikamorn                               | CH7   |
| 2004 | Pleng Pah Fah Lorm Dao                             | Cherry                   | Shahkrit Yamnam & Woranuch Bhirombhakdi                               | CH7   |
| 2005 | ยุทธการเข้าบัว                                        |                          |                                                                       | CH5   |
| 2005 | คุณชายทรานซิสเตอร์                                    |                          |                                                                       | CH3   |
| 2005 | Seub Sao Rao Ruk                                   | Loogkai                  | Rapeepat Eakpankul & Khemanit Jamikorn                                | CH7   |
| 2005 | Plerng Payu                                        | Pimphaka                 | Patcharapa Chaichua & Thana Suthikamorn                               | CH7   |
| 2005 | คุณหนูดอกฟ้ากะแมวข้างบ้าน                               | รัศมีประภา                 |                                                                       | CH7   |
| 2006 | Roy Adeed Hang Ruk Dấu vết của tình yêu            | Aarn                     | Sukrit Wisedkaew & Yaapin Mueangngaam                                 | CH5   |
| 2007 | La Ong Dao Bầu trời ngàn sao                       | Padachamai               | Saharat Sangkapreecha & Phiyada Akkraseranee                          | CH5   |
| 2007 | Ngeun Rissaya                                      | Kara                     | Nattawut Skidjai & Praiya Soandokmai                                  | CH7   |
| 2007 | Dok Fah Ya Jai                                     | Vicky                    | Kade Tarntup & Amika Klinprathum                                      | CH7   |
| 2008 | Song Kram Nang Fah Trận chiến của những thiên thần | Cherry                   | Nawat Kulrattanarak, Namthip Jongrachatawiboon, Saharat Sangkapreecha | CH5   |
| 2008 | Siang Luang Siang Ruk                              | Rayatip                  | Santi Visaboonchai & Usamanee Vaithayanon                             | CH7   |
| 2008 | Ngao Asoke Yêu dùm cô chủ                          | Viyada                   | Nawat Kulrattanarak & Kunya Leenuttapong                              | CH5   |
| 2008 | Kwarm Lub Kaung Superstar Bí mật của siêu sao      | Chính mình               | (khách mời)                                                           | CH5   |
| 2009 | Sood Snaeha Công thức tình yêu                     | Dararat Utsanee / "Ming" | Nithichai Yotamornsunthorn                                            | CH3   |
| 2009 | Daddy Duo                                          | Katie                    | Rattapoom Toekongsap & Sakolrat Wornurai                              | CH9   |
| 2010 | Rong Raem Pee                                      | ChaetChom                |                                                                       | CH5   |
| 2010 | Dok Ruk Rim Tang Em là... phụ nữ                   | Jitree                   | Chaiyapol Pupart                                                      | CH5   |
| 2010 | Traa Barb See Kaw                                  | Kameuay                  | Saksit Tangtong & Sopitnapa Chumpanee                                 | CH5   |
| 2011 | Mia Mai Chai Mia Linh hồn bị đánh tráo             | Saisawat                 | Ruangsak Loychusak & Namthip Jongrachatawiboon                        | CH5   |
| 2011 | Wiwa...Hor Hey                                     | Annie                    |                                                                       | CH7   |
| 2012 | Nam Kuen Hai Reab Ruk Mối tình mùa nước lũ         | Bebi                     | Nawat Kulrattanarak & Wannarot Sonthichai                             | CH5   |
| 2012 | Nang Singh Sabad Chor Nữ hiệp áo đen               | หมวยใหญ่-Gái lớn          | Patiparn Pataweekarn & Ornjira Larmwilai                              | CH5   |
| 2012 | Rachanee Look Toong Bản nhạc định mệnh             | Chamada                  | Jira Danbawornkiat & Savika Chaiyadej                                 | CH8   |
| 2021 | Wan Wassana Vận mệnh ảo danh                       | Euang                    | Tanapat Rattapong                                                     | OneHD |
| 2022 | Khun Chai                                          | Khun Jan / So Rong       | Saksit Tangtong & Piyathida Woramusik (thay vai diễn của Tangmo Nida) | OneHD |

### Series
| Năm  | Phim             | Vai                          |
| ---- | ---------------- | ---------------------------- |
| 2009 | Baan Nee Mee Ruk | ตอน พระเอกสุดฮอต กับ วงการมายา |
| 2010 | Pentor           | Kung                         |

### Phim điện ảnh
| Năm  | Phim                   | Vai      | Đóng với                             |
| ---- | ---------------------- | -------- | ------------------------------------ |
| 2007 | Haunting Me            | Num Ning |                                      |
| 2008 | Bangkok Dangerous      | Aom      | Shahkrit Yamnam                      |
| 2009 | Haunted Universities   | Muay     |                                      |
| 2010 | Sam Yan                | Tukky    |                                      |
| 2010 | Ngôi Đền Bị Nguyền Rủa |          | Mario Maurer, Patcharapa Chaichua... |

### Video ca nhạc
- เพลง ผู้หญิงกลางคืน - กอล์ฟ - กฤติน อินคะมนตรี (2006)
- เพลง คนใจง่าย ไอซ์ ศรัณยู (2007)
- เพลง หลอกฝัน เคลิ้ม (2009)
- เพลง ชุดดำ เคลิ้ม (2009)

### Quảng cáo
- ยำยำจัมโบ้
- แคตตาล็อก Friday

## Giải thưởng
- Nữ ca sĩ xuất sắc nhất năm 2001
- Nữ diễn viên phụ xuất sắc nhất phim Trận chiến của những thiên thần (đoạt 2 giải)
- Nữ diễn viên sexy nhất 2010